# 灰釉瓷梟形罐
灰釉瓷梟形罐為漢代墓葬品，由許作立先生捐贈，現藏於國立故宮博物院。

## 年代
鴟梟形尊、壺等隨葬形式最早出現於西漢早期，至東漢初年消失，故應為此時期間的墓葬品。

## 外觀
本作品以梟形作罐，線條簡單樸實。兩件梟形罐形狀、大小相同，大臉、大眼及粗短的鉤狀鳥喙皆為梟明顯的特徵。圓腹，梟首與身體的連接處可打開。梟的頭部右轉，雙翼斜向下微微展開，尾部呈扇形，末端接地，兩足分別接於近翅膀處。身體中上部有一圈凹陷，為頸部所在。整件罐呈土黃色，表面有釉彩剝落痕跡。

## 灰釉瓷
灰釉，指全部或部分以植物灰作原料調配製成的釉藥。商代中期，中國南方的陶工在灰色的胎土上，施加帶有鐵粉的薄薄的黃褐色釉，產生世界最早的高溫施釉陶器，被稱為高溫灰釉（硬）陶器，性質介於陶器與瓷器之間，又稱炻器。本件作品應屬此類，而上頭的斑駁痕跡即可能為釉彩剝落所致。

## 鴞的意義
梟，又作鴞，俗稱貓頭鷹，在中國往往被視為不祥的凶鳥。東漢許慎《說文解字》中，寫道：「梟，不孝鳥也。故日至捕梟磔之，字從鳥頭，在木上。」在《詩經．鴟鴞》也寫道：「鴟鴞鴟鴞，既取我子，無毀我室。」可知此類猛禽在中國大多時候是不受歡迎的。

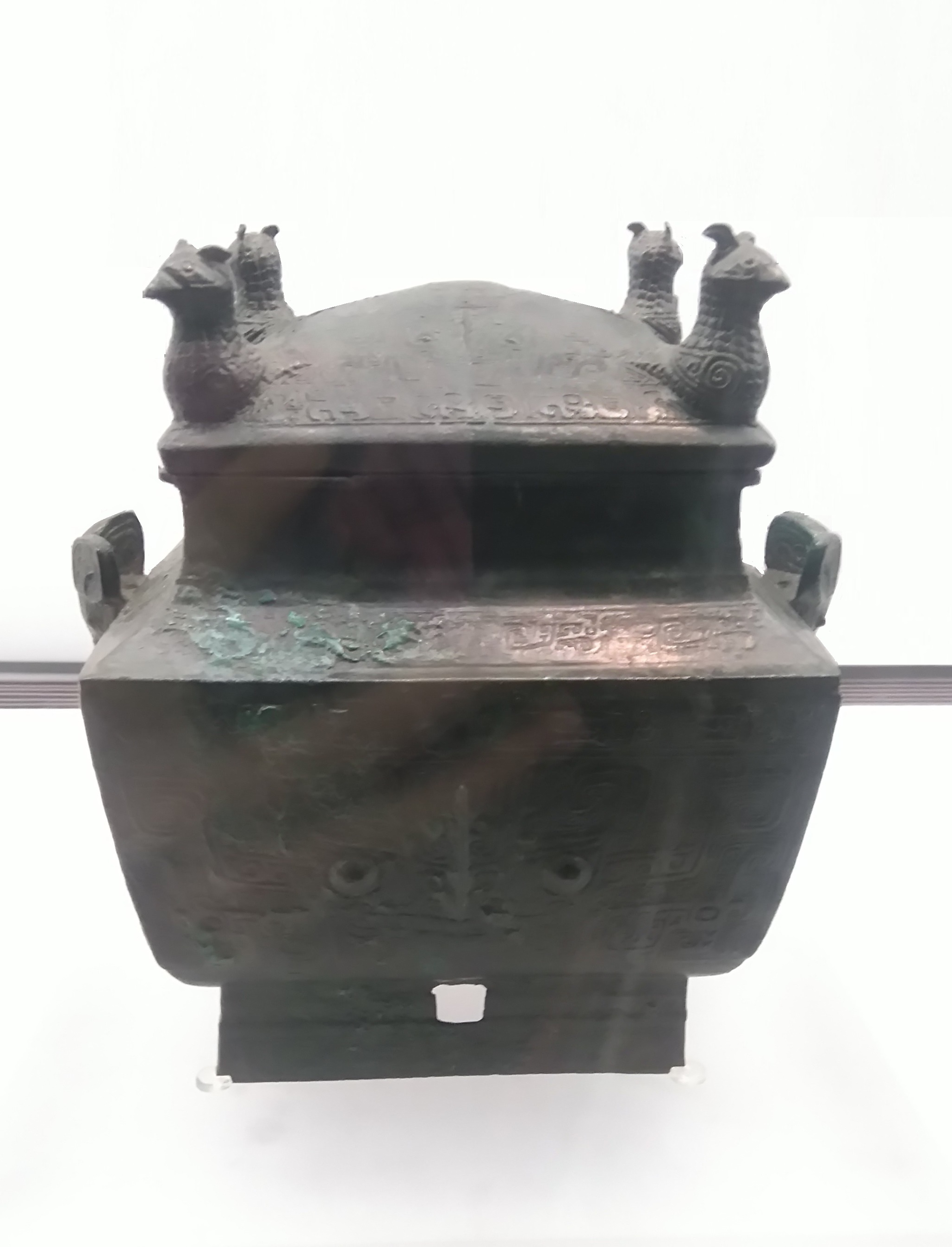
鴞鈕獸面紋方罍

而商代的陶器、青銅器、玉器上，鴟鴞的形象頻繁出現，在中央研究院歷史文物陳列館，甚至藏有一件大理石梟形立雕，臺灣國立故宮博物院亦藏有一件青銅製鴞鈕獸面紋方罍，作為酒器使用。